# Pablo Bengoechea
Pablo Javier Bengoechea Dutra (født 27. februar 1965 i Rivera, Uruguay) er en tidligere uruguayansk fodboldspiller, der som midtbanespiller på Uruguays landshold deltog ved VM i 1990 i Italien. Han deltog også ved tre udgaver af Copa América, og var blandt andet med til at vinde titlen i 1995-udgaven. I alt nåede han at spille 43 kampe og score seks mål for landsholdet.
Bengoechea spillede på klubplan primært for CA Peñarol i hjemlandet, som han vandt fem uruguayanske mesterskaber med. Han var også tilknyttet Peñarols Montevideo-rivaler Wanderers, samt Sevilla FC i Spanien og Gimnasia La Plata i Argentina.